# Kondoros

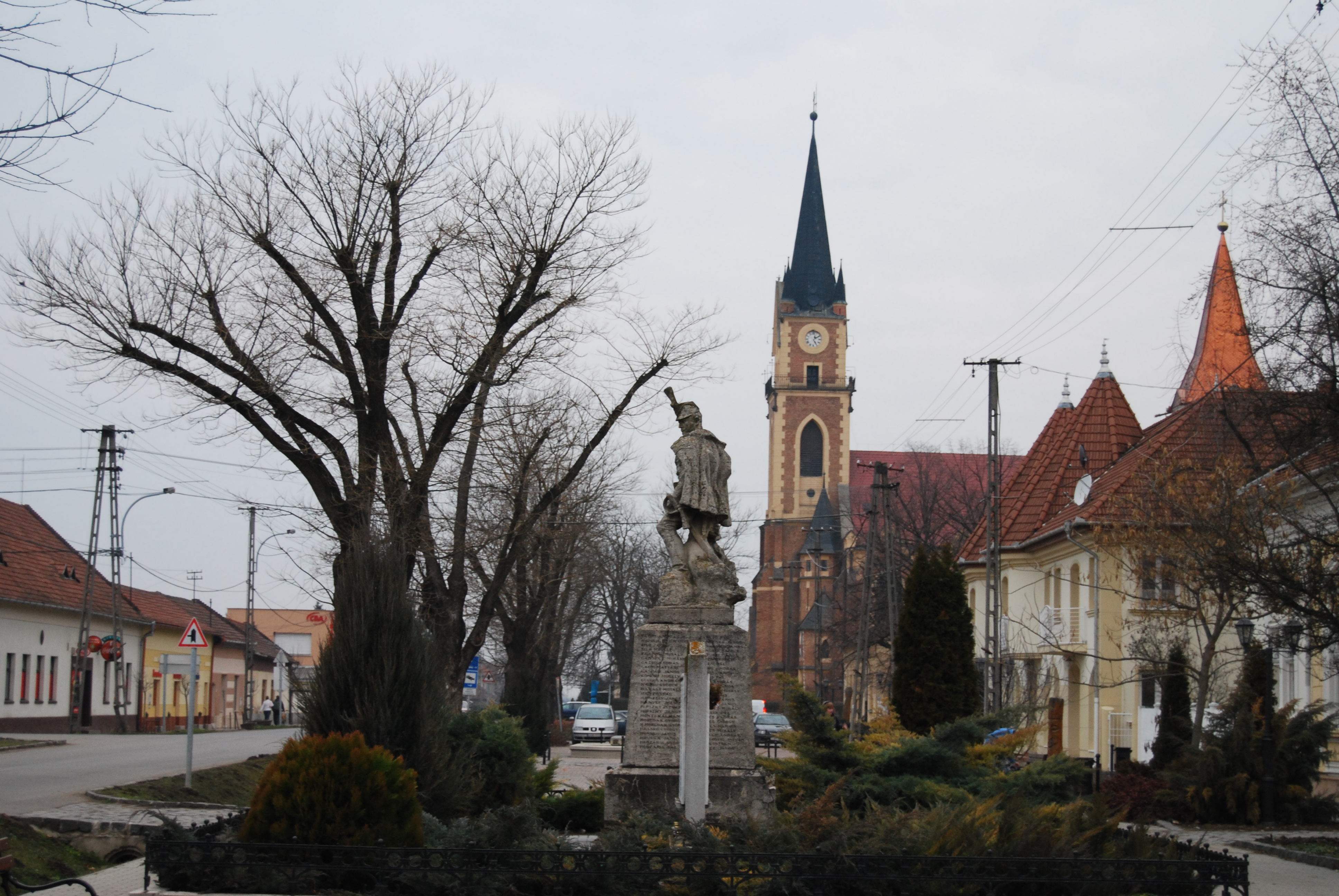

Kondoros is een stad (város) en gemeente in het Hongaarse comitaat Békés. Kondoros telt 5918 inwoners (2002).